# După Deal (Ponor), Alba
După Deal este un sat în comuna Ponor din județul Alba, Transilvania, România.

 Acest articol despre o localitate din județul Alba este deocamdată un ciot. Puteți ajuta Wikipedia prin completarea lui.